# Linda Jackson
Linda Jackson (nascida em 13 de novembro de 1958) é uma ciclista de estrada profissional canadense. Ela representou o Canadá nos Jogos Olímpicos de Atlanta 1996 em dois modalidades diferentes.